# VTB-ispalatset
VTB-ispalatset (ryska: ВТБ Ледовый дворец, VTB Letonvyj dvorets) är en multifunktionsarena i Rysslands huvudstad Moskva. Den är uppkallad efter sin sponsor, VTB Bank. Arenan har en kapacitet för 14 000 åskådare vid konserter. Ishockeylaget HK Dynamo Moskva och basketlaget PBK CSKA Moskva har arenan som sin hemmaplan. 
Den stora arenan har en kapacitet på 12 100 åskådare för ishockey och konståkning, 13 000 för basket och 14 000 för brottning, boxning, MMA, och konserter. Den stora arenan har också 80 V.I.P.-sviter.
Den lilla arenan har en kapacitet på 3 500 åskådare vid ishockey och konståkning, 4 400 för basket och 5 000 för brottning, boxning, MMA, och konserter. Den tredje arenan, träningsarenan, har en kapacitet på 500. 
VTB-ispalatset är en del Park of Legends, ett stort renoveringsprojekt där fabriken AMO ZIL tidigare var placerat. Området hyser förutom VTB-ispalatset också det ryska ishockeymuseet med den ryska Hockey Hall of Glory, vattensportarena och lägenhetskomplex. 
VTB-ispalatset ligger nära Avtozavodskaja tunnelbanestation.

## Historia
VTB-ispalatset öppnade den 26 april 2015. Från 2015 och framöver är VTB-ispalatset hemmaarena för Kontinental Hockey League-laget Dynamo Moskva, samt för VTB United League-basketbollaget CSKA Moskva i Euroleague.
Arenan var värd för matcher under Världsmästerskapet i ishockey för herrar 2016.

## Större evenemang

### Sportevenemang
- 2016 - Världsmästerskapet i ishockey för herrar 2016

## Källa
- Officiell webbplats (ryska)